# حملة عقابية

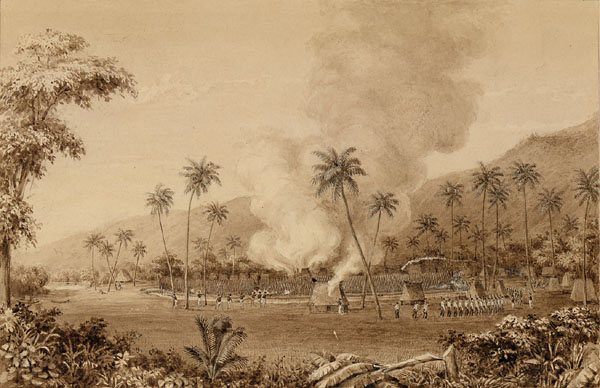
الحملة العقابية الأمريكية ضد مالولو، فيجي عام 1840 بريشة ألفريد أجايت

الحملة العقابية هي رحلة عسكرية يتم القيام بها لمعاقبة كيان سياسي أو أي مجموعة من الأشخاص خارج حدود الدولة أو الاتحاد المعاقِب، حيث يتم عادة اتخاذ هذا القرار ردًا على سلوك غير مطيع أو خاطئ أخلاقيًا من قبل المعاقَبين ، أو كإجراء انتقامي أو تصحيحي، أو لتطبيق ضغط دبلوماسي قوي دون إعلان رسمي للحرب (على سبيل المثال الضربة الجراحية). استُخدمت الحملات العقابية في القرن التاسع عشر على نحو أكثر شيوعًا كذرائع للمغامرات الاستعمارية التي أسفرت عن ضم الأراضي أو تغيير النظام أو تغيير سياسات الدولة المتضررة لصالح قوة استعمارية واحدة أو أكثر.

يقدم ستويل (1921) التعريف التالي:
عندما تكون السيادة الإقليمية ضعيفة للغاية أو غير راغبة في فرض احترام القانون الدولي، فقد تجد الدولة أنه من الضروري غزو الإقليم ومعاقبة الأفراد الذين ينتهكون حقوقها ويهددون أمنها.

## أمثلة تاريخية

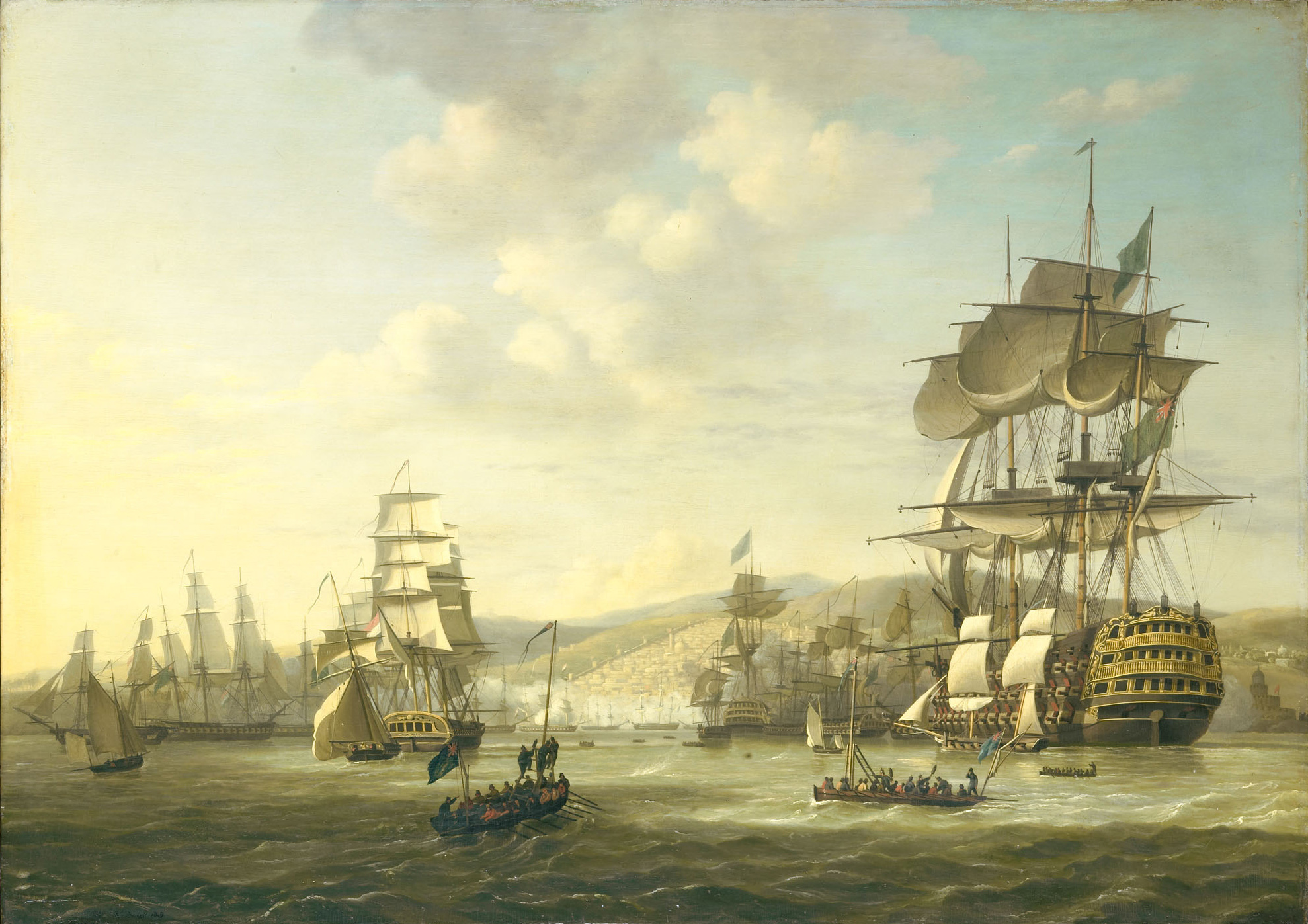
قصف الجزائر بواسطة الأسطول الإنجليزي الهولندي عام 1816 لدعم الإنذار النهائي لإطلاق سراح العبيد الأوروبيين.

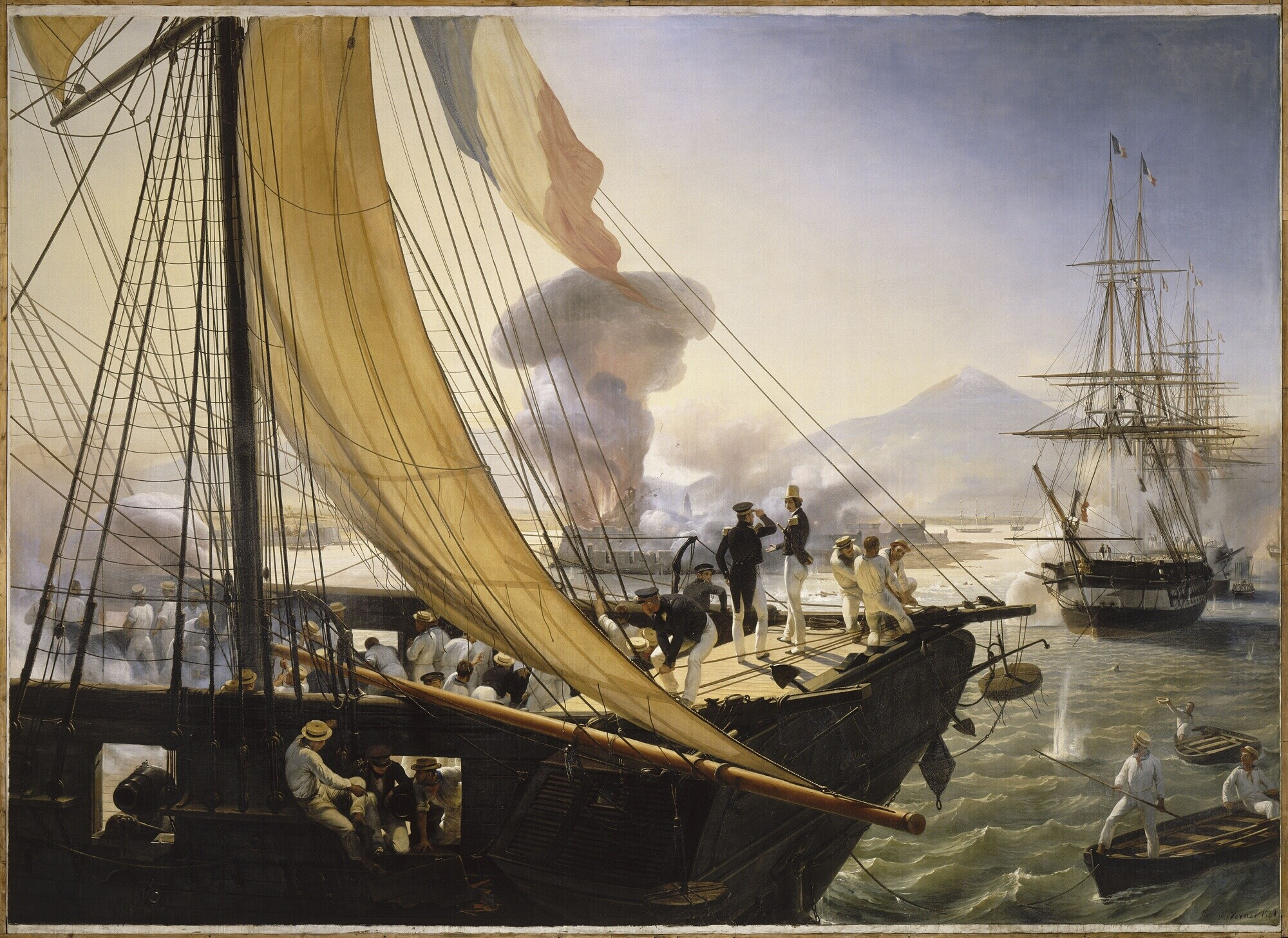
غارات البحرية الفرنسية على سان خوان دي أولوا (المكسيك) أثناء حرب الكعك (1838).

- في القرن الخامس قبل الميلاد، شن الإمبراطورية الأخمينية سلسلة من الحملات ضد اليونان لمعاقبة بعض دول المدن اليونانية لتورطها في الثورة الإيونية.
- في أوائل القرن الأول الميلادي، قام جرمانيكوس بحملات عقابية ضد القبائل الجرمانية كرد فعل على تدمير فيالق الرومان في معركة غابة تويتوبورغ.
- في عام 518، أرسل النجاشي كالب ملك أكسوم حملة عقابية ضد مملكة حمير رداً على اضطهاد المسيحيين من قبل يهود حمير.
- غالباً ما كان جنكيز خان، مؤسس الإمبراطورية المغولية، يشارك في حملات عقابية في القرن الثالث عشر، سواء كذريعة أو لقمع التمردات ضد حكمه. ومن الأمثلة البارزة غزوه لخوارزم وحملاته ضد مملكة شيا الغربية.
- في القرن الثالث عشر أيضاً، أرسل قوبلاي خان، حفيد جنكيز خان ومؤسس أسرة يوان، مبعوثين يطالبون بالجزية من مملكة سينغاساري في جاوة. رفض حاكم مملكة سينغاساري، كيرتاناجارا، دفع الجزية وقام بوشم وجه رسول صيني يُدعى منغ كي. وصلت حملة عقابية أرسلها قوبلاي خان إلى سواحل جاوة في عام 1293. بحلول ذلك الوقت، كان جاياكاتوانغ، وهو متمرد من مملكة كيديري، قد قتل كيرتاناجارا. تحالف المغول مع رادن ويجايا ملك ماجاباهيت ضد جاياكاتوانغ، وبعد تدمير مملكة سينغاساري، انقلب ويجايا على المغول وأجبرهم على الانسحاب في حالة من الارتباك.
- أمر المستكشف الإسباني خوان سالازار في عام 1599 ابن أخيه فيسينتي دي زالديفار بشن حملة عقابية ضد سكان كيريس الأصليين في أكوما بويبلو. عندما وصل الإسبان، خاضوا مذبحة أكوما معركة استمرت ثلاثة أيام مع الكيريس، مما أسفر عن مقتل حوالي 800 رجل وامرأة وطفل.
- خلال حرب الثمانين عاما، قام الأدميرال الإسباني لويس فاخاردو بشن غارة ناجحة على البحر الكاريبي عام 1605 بأسطوله. أبحر من إسبانيا إلى آرايا على الساحل الفنزويلي، حيث ذبح أسطولاً من المهربين والقراصنة الهولنديين الذين حاصروا المنطقة وشاركوا في استخراج الملح بشكل غير قانوني.
- خلال الحرب الأنجلو-بوهاتان الأولى (1610-1614)، تم تعيين توماس ويست، بارون دي لا وار الثالث (1577-1618)، وهو نبيل إنجليزي، أول حاكم ملكي لفرجينيا وأُمر بالدفاع عن المستعمرة ضد بوهاتان. شن اللورد دي لا وار حملة عقابية لإخضاع بوهاتان بعد أن قتلوا رئيس مجلس المستعمرة، جون راتكليف.
- قاد العثمانيون بقيادة داماد خليل باشا حملة عقابية في صيف عام 1614 ضد سيفر داي، وهو متمرد في طرابلس.[2]

- قامت الدنمارك وحلفاؤها المحليون بحملة قصيرة في عام 1784 ضد أنلو إيوي في ما يُعرف بحرب حرب سغبادره.
- شاركت سفن بعثة الاستكشاف الأمريكية في ثلاث حملات عقابية من 1838 إلى 1842 ضد سكان جزر المحيط الهادئ.
- كانت حرب الأفيون الأولى (1839-1842) انتقاماً لحرق منتجات الأفيون من قبل المفوض لين زيكسو، مما أدى إلى فتح عدد من الموانئ، وتنازل هونغ كونغ لصالح بريطانيا العظمى، وتوقيع معاهدة نانجينغ.
- قاد ماثيو كالبرايث بيري حملة ساحل العاج عام 1842 ضد شعب بيربي في غرب أفريقيا بعد هجومين على السفن التجارية الأمريكية.
- كانت حملة كابول في عام 1842 حملة بريطانية ضد الأفغان بعد انسحابهم الكارثي من كابول حيث قتل 16000 شخص.
- كانت الحملة الفرنسية ضد كوريا عام 1866 ردًا على إعدام كوريا في وقت سابق للكهنة الفرنسيين الذين كانوا يبشرون في كوريا.
- كانت حملة فورموزا عام 1867 عملية عقابية فاشلة قامت بها الولايات المتحدة ضد تايوان.
- كانت الحملة البريطانية على الحبشة ام 1868 مهمة إنقاذ وحملة عقابية ضد الإمبراطور تيودروس الثاني ملك إثيوبيا، الذي سجن العديد من المبشرين وممثلين اثنين للحكومة البريطانية في محاولة لإجبار الحكومة البريطانية على تلبية طلباته للحصول على مساعدات عسكرية. كان قائد الحملة، الجنرال السير روبرت نابيير، منتصرًا في كل معركة ضد قوات تيودروس، واستولى على العاصمة الإثيوبية وأنقذ جميع الرهائن.
- كانت الحملة الأمريكية على كوريا عام 1871 انتقامًا لحادثة سفينة الجنرال شيرمان، حيث أحرقت سفينة تجارية أمريكية عند دخولها بيونغيانغ.
- حملة اليابان ضد تايوان عام 1874 كانت حملة انتقامية من قبل اليابان ضد تايوان.[بحاجة لشرح][3]

- حملة بنين عام 1897 كانت عملية عقابية بريطانية أدت إلى ضم إمبراطورية بنين. ذكرت نيويورك تايمز في 13 يناير 1897 أن "حملة عقابية" ستتشكل "لمعاقبة قتلة حملة مدينة بنين".[4]

- غزو حلف الأمم الثمانية للصين عام 1900 كان ردًا على حصار البعثات الدبلوماسية الدولية خلال ثورة الملاكمين.
- الحملة البريطانية على التبت في ديسمبر 1903-سبتمبر 1904. كانت الحملة فعليًا غزوًا مؤقتًا من قبل القوات المسلحة الهندية البريطانية تحت رعاية لجنة حدود التبت، التي كانت مهمتها المزعومة إقامة علاقات دبلوماسية وحل النزاع على الحدود بين التبت وسيكيم.
- الإبادة الجماعية للهيريرو والناماكو في جنوب غرب أفريقيا الألمانية على يد الإمبراطورية الألمانية.
- خلال الحرب العالمية الأولى، كانت معركة أسياغو، الملقبة بـStrafexpedition (حملة عقابية)، هجومًا مضادًا غير ناجح شنته النمسا-المجر ضد مملكة إيطاليا.
- كانت حملة بانشو فيا من 1916 إلى 1917، بقيادة الجنرال جون بيرشنغ، عملية انتقامية ضد غزو بانشو فيا للولايات المتحدة.[5]

- قمع ثورة العشرين ضد الانتداب البريطاني على العراق.[6]

- تورطت مجموعات أينزاتسغروبن الألمانية خلال الحرب العالمية الثانية في القتل الجماعي للمدنيين في بولندا والاتحاد السوفيتي كعقاب على أعمال المقاومة والتعاون مع الشيوعيين.
- خلال الحرب الباكستانية الهندية عام 1965، تم وصف الهجوم الهندي عبر الحدود الدولية إلى باكستان بأنه حملة عقابية ناتجة عن الهجوم الباكستاني عبر خط السيطرة إلى كشمير الهندية خلال عملية غراند سلام.
- تم وصف غزو الصين لفيتنام عام 1979 على أنه عمل عقابي ناتج عن غزو فيتنام لكمبوديا، حيث قال دينج شياو بينج: "الأطفال الذين لا يستمعون يجب أن يتم تأديبهم." [7]

- تدمير نصف السفن التشغيلية التابعة لبحرية جمهورية إيران الإسلامية على يد البحرية الأمريكية عام 1988 خلال عملية فرس النبي كان عقابًا لإلحاق الضرر بـيو إس إس "صامويل بي روبرتس" من خلال زرع ألغام في المياه الدولية بالخليج العربي.
- بدأت المواجهة العسكرية الهندية الباكستانية عام 2016 بعمليات جراحية عقابية مزعومة نفذتها الهند. كانت هذه الضربات بمثابة إجراء عقابي استجابة لعدم قيام باكستان بكبح أنشطة المنظمات الإرهابية مثل لشكر طيبة وجيش محمد، التي اعتبرت الهند مسؤولة عن هجوم أوري.
- تم وصف الغزو الروسي لأوكرانيا 2022 بأنه حملة عقابية.[8]

- تم وصف الاجتياح الإسرائيلي لقطاع غزة الذي تلا عملية طوفان الأقصى بأنه حملة عقابية.[11]